# Francis Baylies

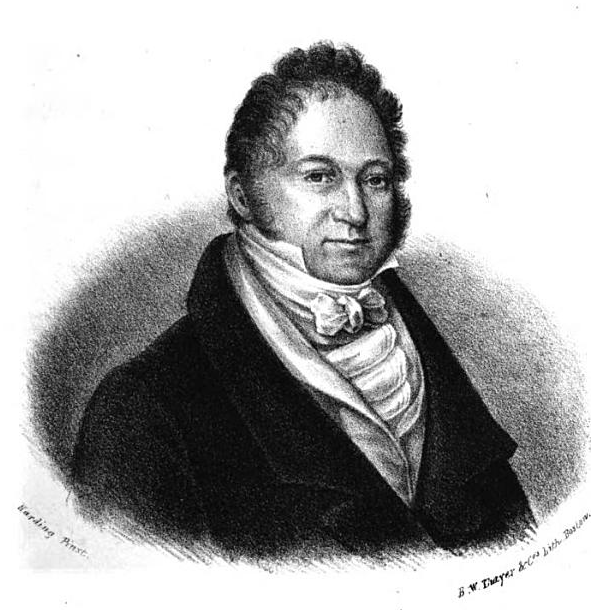
Francis Baylies

Francis Baylies (* 16. Oktober 1783 in Taunton, Massachusetts; † 28. Oktober 1852 ebenda) war ein US-amerikanischer Politiker. Zwischen 1821 und 1827 vertrat er den Bundesstaat Massachusetts im US-Repräsentantenhaus.

## Werdegang
Francis Baylies war der jüngere Bruder des Kongressabgeordneten William Baylies (1776–1865). Er besuchte die öffentlichen Schulen seiner Heimat. Nach einem anschließenden Jurastudium und seiner 1810 erfolgten Zulassung als Rechtsanwalt begann er in Taunton in diesem Beruf zu arbeiten. Zwischen 1812 und 1820 arbeitete er im Bristol County beim Nachlassgericht. Politisch schloss er sich der Föderalistischen Partei an. Im Jahr 1818 kandidierte er noch erfolglos für den Kongress.
Bei den Kongresswahlen des Jahres 1820 wurde Baylies im zehnten Wahlbezirk von Massachusetts in das US-Repräsentantenhaus in Washington, D.C. gewählt, wo er am 4. März 1821 die Nachfolge von Marcus Morton antrat. Nach zwei Wiederwahlen konnte er bis zum 3. März 1827 drei Legislaturperioden im Kongress absolvieren. Seit 1823 vertrat er dort als Nachfolger von Lewis Bigelow den zwölften Distrikt seines Staates. In den 1820er Jahren schloss er sich der Bewegung um den späteren Präsidenten Andrew Jackson an. Seit 1823 saß er als dessen Anhänger im Kongress. Im Jahr 1826 wurde Baylies nicht wiedergewählt.
Zwischen 1827 und 1832 war er Abgeordneter im Repräsentantenhaus von Massachusetts. Zwischen Juni und September 1832 amtierte er als amerikanischer Gesandter in Argentinien. Im Jahr 1835 war er nochmals Abgeordneter im Staatsparlament. Danach zog er sich in den Ruhestand zurück, in dem er sich mit literarischen Angelegenheiten befasste. Er starb am 28. Oktober 1852 in seinem Geburtsort Taunton.